# Wiestermeers
Wiestermeers is een natuurgebied in de tot de Oost-Vlaamse gemeente Lebbeke behorende plaats Wieze. Het wordt beheerd door Natuurpunt.
Het gebied, dat een onderdeel is van natuurgebied Beneden-Dender, ligt tussen de kom van Wieze en de Dender en wordt doorstroomd door de Windgatbeek. Ook enkele afgesneden meanders van de Dender zijn er te vinden. Daarnaast is er de vallei van de Grote Beek die met een steilrand
aan het reservaat grenst.
Er zijn boscomplexen waarin zich nog bomen en struiken bevinden die origineel autochtoon zijn. Ook de voorjaarsflora met bosanemoon, slanke sleutelbloem, muskuskruid, speenkruid en veelbloemige salomonszegel.
In het meer laaggelegen en moerassige deel vindt men dottergraslanden met blaaszegge, tweerijige zegge, moerasmuur en dergelijke. Van de vele insectensoorten kan de Schedeldrager worden genoemd, die in Vlaanderen verder nauwelijks voorkomt.
Er is een wandeling uitgezet in het gebied, die start vanaf de kerk van Wieze.